# قائمة الجزر المقسمة
هذه قائمة الجزر المقسمة بين أكثر من دولة وتقسمها حدود هذه الدول.

## الجزر البحرية
| الجزيرة                      | المساحة     | عدد السكان | البلد                                    | النسبة (المساحة) | النسبة (عدد السكان) | الكثافة     |
| ---------------------------- | ----------- | ---------- | ---------------------------------------- | ---------------- | ------------------- | ----------- |
| غينيا الجديدة                | 785,753 كم2 | 11,306,940 | بابوا غينيا الجديدة                      | 59%              | 68%                 | 17 كم−2     |
| غينيا الجديدة                | 785,753 كم2 | 11,306,940 | إندونيسيا (بابوا وبابوا الغربية)         | 41%              | 32%                 | 11 كم−2     |
| بورنيو                       | 748,168 كم2 | 21,258,000 | إندونيسيا (كليمنتان)                     | 73%              | 70%                 | 27 كم−2     |
| بورنيو                       | 748,168 كم2 | 21,258,000 | ماليزيا (صباح، سراوق)                    | 26%              | 28%                 | 31 كم−2     |
| بورنيو                       | 748,168 كم2 | 21,258,000 | بروناي                                   | 1%               | 2%                  | 78 كم−2     |
| أيرلندا                      | 84,421 كم2  | 6,806,900  | جمهورية أيرلندا                          | 83%              | 72%                 | 70 كم−2     |
| أيرلندا                      | 84,421 كم2  | 6,806,900  | المملكة المتحدة (أيرلندا االشمالية)      | 17%              | 28%                 | (*)275 كم−2 |
| هيسبانيولا                   | 76,192 كم2  | 21,396,000 | جمهورية الدومينيكان                      | 64%              | 50%                 | 221 كم−2    |
| هيسبانيولا                   | 76,192 كم2  | 21,396,000 | هايتي                                    | 36%              | 50%                 | 391 كم−2    |
| الجزيرة الكبرى لأرض النار    | 47,992 كم2  | 133,861    | تشيلي (تييرا ديل فويغو)                  | 61%              | 5%                  | (*)0.6 كم−2 |
| الجزيرة الكبرى لأرض النار    | 47,992 كم2  | 133,861    | الأرجنتين (تييرا ديل فويغو)              | 39%              | 95%                 | 6.9 كم−2    |
| تيمور                        | 28,418 كم2  | 3,182,693  | إندونيسيا ( نوسا تنقارا الشرقية)         | 51%              | 63%                 | 128 كم−2    |
| تيمور                        | 28,418 كم2  | 3,182,693  | تيمور الشرقية                            | 49%              | 37%                 | 78 كم−2     |
| قبرص                         | 9,234 كم2   | 1,133,803  | حكم القانون                              | حكم القانون      | حكم القانون         | حكم القانون |
| قبرص                         | 9,234 كم2   | 1,133,803  | قبرص                                     | 97%              | 98%                 | 86 كم−2     |
| قبرص                         | 9,234 كم2   | 1,133,803  | أكروتيري ودكليا (المملكة المتحدة)        | 3%               | 2%                  | 62 كم−2     |
| قبرص                         | 9,234 كم2   | 1,133,803  | حكم الأمر الواقع                         |                  |                     |             |
| قبرص                         | 9,234 كم2   | 1,133,803  | قبرص                                     | 58%              | 56%                 | 81 كم−2     |
| قبرص                         | 9,234 كم2   | 1,133,803  | قبرص الشمالية                            | 35%              | 41%                 | 100 كم−2    |
| قبرص                         | 9,234 كم2   | 1,133,803  | الخط الأخضر (الأمم المتحدة)              | 4%               | 1%                  | (*)88 كم−2  |
| قبرص                         | 9,234 كم2   | 1,133,803  | أكروتيري ودكليا (المملكة المتحدة)        | 3%               | 2%                  | 62 كم−2     |
| جزيرة دال                    | 655.2 كم2   | ~20        | الولايات المتحدة ( ألاسكا)               | <100%            | 100%                | ~0.03 كم−2  |
| جزيرة دال                    | 655.2 كم2   | ~20        | كندا ( كولومبيا البريطانية)              | >0%              | لا أحد              | لا أحد      |
| سيباتاك                      | 452.2 كم2   | 105,000    | إندونيسيا ( كالمنتان الشمالية)           | 55%              | 76%                 | 320 كم−2    |
| سيباتاك                      | 452.2 كم2   | 105,000    | ماليزيا ( صباح)                          | 45%              | 34%                 | 120 كم−2    |
| جزيرة يوزدوم                 | 445 كم2     | 85,047     | ألمانيا ( مكلنبورغ فوربومرن)             | 84%              | 41%                 | 84 كم−2     |
| جزيرة يوزدوم                 | 445 كم2     | 85,047     | بولندا ( محافظة غرب بوميرانيا)           | 16%              | 59%                 | 625 كم−2    |
| سانت مارتن                   | 91.9 كم2    | 77,741     | فرنسا ( تجمع سان مارتين)                 | 59%              | 51%                 | 682 كم−2    |
| سانت مارتن                   | 91.9 كم2    | 77,741     | مملكة هولندا ( سينت مارتن)               | 41%              | 49%                 | 1,110 كم−2  |
| كاتاجا (بما في ذلك إيناكاري) | 0.71 كم2    | 0          | السويد (محافظة نوربوتن)                  | ~85%             | لا أحد              | لا أحد      |
| كاتاجا (بما في ذلك إيناكاري) | 0.71 كم2    | 0          | فنلندا (إقليم لابي)                      | ~15%             | لا أحد              | لا أحد      |
| جزيرة الملك فهد              | 0.66 كم2    | ~10        | البحرين                                  | ~50%             | ~50%                | ~8 كم−2     |
| جزيرة الملك فهد              | 0.66 كم2    | ~10        | السعودية                                 | ~50%             | ~50%                | ~8 كم−2     |
| جزيرة ك                      | 0.56 كم2    | 0          | أوكرانيا                                 | ~60%             | لا أحد              | لا أحد      |
| جزيرة ك                      | 0.56 كم2    | 0          | رومانيا                                  | ~40%             | لا أحد              | لا أحد      |
| كويلوتو                      | 0.03 كم2    | 0          | فنلندا                                   | ~60%             | لا أحد              | لا أحد      |
| كويلوتو                      | 0.03 كم2    | 0          | روسيا                                    | ~40%             | لا أحد              | لا أحد      |
| جزيرة العلامة                | 0.03 كم2    | 0          | فنلندا ( جزر أولاند)                     | ~55%             | لا أحد              | لا أحد      |
| جزيرة العلامة                | 0.03 كم2    | 0          | السويد (مقاطعة ستوكهولم ومحافظة اوبسالا) | ~45%             | لا أحد              | لا أحد      |

## جزر البحيرات
- بين النرويج والسويد وفنلندا:
  - تريريكسروسيت وهي جزيرة اصطناعية صغيرة ثمتل نصب نقطة الحدود الثلاثية ومساحتها حوالي 14 مترًا مربعًا، تقع على بعد 10 أمتار من شاطئ بحيرة جولدا يارفي.
- بين كندا والولايات المتحدة:
  - جزيرة بحيرة تقع في 62°38′59″N 141°00′00″W / 62.649677°N 141°W، شمال معبر حدود يوكون - ألاسكا السريع.
  - جزيرة بحيرة تقع في 62°38′28″N 141°00′00″W / 62.641158°N 141°W، شمال معبر حدود يوكون - ألاسكا السريع.
  - جزيرة بحيرة تقع في 62°38′14″N 141°00′00″W / 62.637174°N 141°W، شمال معبر حدود يوكون - ألاسكا السريع.
  - جزيرتان في بحيرة صغيرة عند 62°32′18″N 141°00′00″W / 62.538443°N 141°W، جنوب معبر يوكون-ألاسكا السريع الحدودي ب8.2 كم.
  - عدة جزر صخرية في بحيرة صغيرة في مقاطعة أوكانوغان، حدود واشنطن/كولومبيا البريطانية عند 49°00′00″N 120°10′39″W / 49°N 120.177376°W.
  - جزيرة في بحيرة صغيرة في مقاطعة أوكانوغان، حدود واشنطن/كولومبيا البريطانية عند 49°00′00″N 120°10′23″W / 49°N 120.172980°W.
  - جزيرة في بحيرة صغيرة مجاورة لنهر ميلك عند 49°00′00″N 110°32′49″W / 49°N 110.546975°W في مونتانا/ألبرتا.
  - جزيرة في 49°00′00″N 104°18′40″W / 49°N 104.311173°W في مونتانا/ألبرتا.
  - جزيرة[19][20] في بحيرة برش عند 49°00′00″N 103°58′54″W / 49°N 103.981638°W في داكوتا الشمالية/ساسكاتشوان.
  - جزيرتان [21][22] في بحيرة باونداري عند 49°00′00″N 100°13′02″W / 49°N 100.217095°W في داكوتا الشمالية/مانيتوبا.
  - جزيرة[23][24] في بحيرة ميتيغوشي عند 49°00′00″N 100°21′14″W / 49°N 100.353901°W في داكوتا الشمالية/مانيتوبا.
  - جزيرة[25][26] شرق بحيرة روس عند 49°00′00″N 100°17′56″W / 49°N 100.298939°W في داكوتا الشمالية/مانيتوبا.
  - جزيرة[27][28] في بحيرة صغيرة في مقاطعة روليت، حدود داكوتا الشمالية/مانيتوبا عند 49°00′00″N 100°00′47″W / 49°N 100.013149°W.
  - جزيرة[29][30] في بحيرة صغيرة في مقاطعة تونر، حدود داكوتا الشمالية/مانيتوبا عند 49°00′00″N 99°13′05″W / 49°N 99.218163°W.
  - جزيرة[31][32] في بحيرة صغيرة في مقاطعة كافالير، حدود داكوتا الشمالية/مانيتوبا على الحدود عند 49°00′00″N 98°32′29″W / 49°N 98.541357°W.
  - جزيرة[33] في خزان صغير شرق معبر دخول مايدا مباشرة على طريق نورث داكوتا السريع 1 عند49°00′01″N 98°21′25″W / 49.000253°N 98.356943°W، داكوتا الشمالية/مانيتوبا.
  - جزيرة الصنوبر والكاري[34] في بحيرة الغابة على حدود مينيسوتا/أونتاريو عند 48°52′37″N 94°41′02″W / 48.876967°N 94.683964°W.
  - جزيرة في بحيرة صغيرة على حدود مين/نيو برونزويك عند 46°00′18″N 67°46′52″W / 46.004988°N 67.7810°W، جنوب شرق هودجدون، مين.
  - جزيرة في بحيرة ممفريماجوج، بين كيبك (91٪) وفيرمونت (9٪).[35]
- بين النرويج وروسيا:
- في كليستيرفاتن: مخزن غرنينهولمن[36] في غرينسيفاتن: جزيرة كوركياساري وجزيرة بلا اسم[37]
- بين فنلندا وروسيا:
  - أنكانماي في نجامأنجارفي.[38]
  - شورساري وجزيرة أصغر في يلا ترجة.[39]
  - تارايسيينساري وهاركاساري وكيتينساري في ميلاسي لانجارفي.[40][41]
  - جزيرة في فيرماجارفي.
  - راجاساري في كوكأوجارفي.[42]
  - كالماساري في فوككيارفي.[43]
  - فاربوساري في هيتاجارفي.[44]
  - بارفايرفالانساري في بارفاجارفي.[45]
  - كيوهكوساري في بوكاريجارفي/اوزيرو بيوخارين.[46][47]
  - سييهوجا ونسوساري وتوسنساري في أونكاموجارفي/اوزيرو اونكامو.[48][49]
- بين فنلندا والنرويج:
  - جزيرة في كيفيساريجارفي/كيوجيسو ألويجافري[50]
  - جزيرة في جنوب شرق بحيرة علامة الحدود 347A[51]
- بين السويد والنرويج:[52]
  - جزيرة في سور فامشون/فامين سوندر.[53]
  - هيسويا في نورا كورنشون/نوردري كورنشو (≈0,09 كم2).[54]
  - كالهولمين (5500 م2) وتاجولم/تاكيهولمين (600 م2) في سودرا بوكسجو/سوندري بوكشو.[55]
  - سالهولمين (4000 متر مربع)، موسفيك أويا (≈0.17 كم2) وترولون/ترولويا (≈0.18 كم2) في ستورا لو.[56]
  - لينيهواماين (≈2000م2) في هيلجيسون.[57]
  - جينسويا في هولمشوين.[58]
  - ستورأويا في أوتغاردسجوين.[59]
  - فالسجوه أولمين في فالسجوين (نوردري روجدن).[60]
  - جزيرة في كروكسوينز[61]
  - جزيرة في فونسجاون.[62]
  - جزيرة في روهكيجايفري.[63]
  - جزيرة في بحيرة على ارتفاع 710 متراً في نهر جيهجوكا.[64]
  - ثلاث جزر في شوارفيجافري.[65]
- بين بيلاروس ولاتفيا:
  - جزيرة في بحيرة ريتشي.
- بين بيلاروس وليتوانيا:
  - سوسنوفيتش وجزيرة أخرى غير معروفة في بحيرة دريكشياي.[66][67][68][69]
- بين المملكة المتحدة أيرلندا:
  - بولاتاوني في لوف فيرتي.[70]
- بين الأرجنتين وتشيلي:
  - جزيرة دوس هيتوس في بحيرة كاريرا العامة.[71]
- بين إثيوبيا وجيبوتي:
  - جزيرة قبالة كيب أليلو في بحيرة آبي.[72]

## الجزر النهرية
- جزيرة في نهر موسيل قرب شنغن: معظمهما في فرنسا، أما طرفها الآخر فسيادته المشتركة من قبل لوكسمبورغ وألمانيا.[73]
- جزيرة بولشوي أوسوريسكي أو (هيكسيازي) عند التقاء نهر آمور بنهر أوسوري، بين الصين وروسيا.[74]
- جزيرة أباغايتو في نهر أرغون، بين الصين وروسيا.[74]
- جزيرة كوروكورو في دلتا نهر بريما: بين فنزويلا وغيانا.
- جزيرة سان خوسيه في ريو نيغرو: بين كولومبيا والبرازيل.[75]
- مجمع الجزيرتي مارتن غارسيا وتيموتيو دومينغيز في ريو دي لا بلاتا بين الأرجنتين والأوروغواي.
- المجرى الأسفل لنهر الغانج[76] ونهر تيستا[77] ونهر براهمابوترا[78] عندما تقترب من دلتا نهر الغانج تتفرع وتحتوي على العديد من الجزر الرملية.[79] بعضها كبيرة ومأهولة بالسكان أحياناً. هناك العديد منها ينتشر على الحدود بين الهند (ولاية أسام والبنغال الغربية) وبنغلاديش، رغم أن ًهذه الحدود ليست محددة تماما.

- جزيرة كيو في نهر ماريتسا بين تركيا واليونان.[80]
- جزيرة في نهر وتوانجوك بين فنلندا والنرويج عند 69°34′47″N 29°13′54″E / 69.579665°N 29.231701°E.
- جزيرة في نهر فاديت قرب تونسو بين السويد والنرويج عند 64°38′40″N 13°42′38″E / 64.644443°N 13.71056°E.
- جزيرة في الجانب الغربي من ملعب الغولف الذي يمتد على جانبي بلديتي تورنيو في فنلندا وهاباراندا في السويد على طول الحدود الدولية عند 65°51′41″N 24°07′47″E / 65.861513°N 24.129624°E.
- جزيرة نوكيل وجزيرة أخرى غير معروفة في نهر دوناجيتش بين سلوفاكيا وبولندا عند 49°23′54″N 20°21′35″E / 49.3984°N 20.359726°E.[81]
- تشترك بوليفيا وتشيلي جزيرة شكلها ريو بوتاني وفرعه كويبرادو كويباكويباني.[71]
- كندا/الولايات المتحدة:
  - تقع تسع جزر بشكل متسلسل في نهر كلارنس على منحدر ألاسكا الشمالي بالقرب من خليج ديماكشن؛ 69°37′00″N 141°00′00″W / 69.616789°N 141°W، 69°33′26″N 141°00′00″W / 69.557094°N 141°W.
  - جزيرة واحدة أو أكثر في تريل كريك عند 68°52′54″N 141°00′00″W / 68.881754°N 141°W، شمال شرق قرية القطب الشمالي، ألاسكا.
  - جزيرة في مانشا كريك عند 68°39′50″N 141°00′00″W / 68.663957°N 141°W، شمال شرق قرية القطب الشمالي، ألاسكا.
  - ستة جزر (أو أكثر) تقع نهر فيرث عند 68°38′30″N 141°00′00″W / 68.641781°N 141°W، شمال شرق قرية القطب الشمالي، ألاسكا.
  - جزيرة في صوناغون كريك عند 67°25′34″N 141°00′00″W / 67.426117°N 141°W، أسفل مجرى أولد كرو، يوكون
  - جزيرة في مستجمعات المياه لنهر بلوفيش عند 66°50′17″N 141°00′00″W / 66.838155°N 141°W، شرق تشالكيتسيك، ألاسكا.
  - جزيرة في فورت كريك عند 66°45′32″N 141°00′00″W / 66.759004°N 141°W، شرق تشالكيتسيك، ألاسكا.
  - جزيرة في النهر الأسود عند 66°32′37″N 141°00′00″W / 66.543661°N 141°W، شرق تشالكيتسيك، ألاسكا.
  - جزيرة في بيفر كريك عند 62°13′39″N 141°00′00″W / 62.227460°N 141°W، جنوب غرب بيفر كريك، يوكون.
  - جزيرتان في نهر كليهيني عند 59°26′53″N 136°21′55″W / 59.448142°N 136.365213°W، بالقرب من كلوكوان، ألاسكا.
  - تقع 11 (أو أكثر) جزيرة في نهر وايتينج عند 58°11′06″N 133°13′16″W / 58.184862°N 133.221034°W، أعلى منبع خليج جيلبرت، والتي تصب في ممر ستيفنز.
  - جزيرتان في نهر ستيكيني عند 56°39′31″N 131°50′55″W / 56.658546°N 131.848698°W، أسفل مجرى النهر الجليدي العظيم، يوكون.
  - جزيرة في نهر كولومبيا عند معبر وانيتا الحدودي عن 49°00′16″N 117°38′27″W / 49.004380°N 117.640936°W في واشنطن/كولومبيا البريطانية.
  - جزيرة في نهر بيلي عند 49°00′00″N 113°41′00″W / 49°N 113.683294°W في مونتانا/ألبرتا.
  - جزيرة في فرع من لي كريك عند 49°00′00″N 113°36′03″W / 49°N 113.600862°W في مونتانا/ألبرتا.
  - جزيرة في باونداري كريك عند 49°00′00″N 113°21′26″W / 49°N 113.357300°W في مونتانا/ألبرتا.
  - جزيرة في نهر سانت ماري 49°00′00″N 113°19′34″W / 49°N 113.326222°W في مونتانا/ألبرتا.
  - جزيرة صغيرة في ميلك ريفر في 48°59′55″N 112°33′20″W / 48.998739°N 112.555541°W في مونتانا/ألبرتا.
  - جزيرة في مونديل كريك عند 49°00′00″N 109°05′21″W / 49°N 109.089222°W.
  - جزيرة في ماكياتشيرن كريك عند 49°00′00″N 106°56′19″W / 49°N 106.938504°W مونتانا/ساسكاتشوان.
  - جزيرة[82] في نهر بيمبينا عند 49°00′01″N 98°12′22″W / 49.000288°N 98.206118°W، في داكوتا الشمالية/مانيتوبا.
  - جزيرة في فرع نهر سانت جون الشمالي الغربي عند 46°41′13″N 69°59′56″W / 46.687062°N 69.998996°W في مين/كيبيك.
  - جزيرتان على حدود مين / نيو برونزويك جنوب شرق مونتايسلو، (46°16′22″N 67°46′55″W / 46.272890°N 67.782°W و46°16′20″N 67°46′55″W / 46.272293°N 67.782°W) مين تشكلت بواسطة شوكات مجرى مائي يرتفع من بحيرة جنتل في مين، ثم يتدفق إلى الفرع الشمالي - نهر ميدوكسنيكيج.
  - جزيرة في الفرع الشمالي نهر عند46°16′36″N 67°46′55″W / 46.276686°N 67.782°W، في مين/نيو برونزويك.
  - جزيرة في ميدوكسن إيكيج في مين/نيو برونزويك.

## جزر أخرى
- أرض تدار بشكل مشترك من قبل الدولتين، بدلا من تقسيمها بينهما (على سبيل المثال، جزيرة الدراج، تدار من قبل فرنسا وإسبانيا خلال فترات متناوبة من ستة أشهر) ، راجع: سيادة مشتركة (قانون دولي).
- الصراعات الحدودية لجزر متنازع عليها والنزاعات الإقليمية: وتشمل العديد من الجزر التي تطالب بها دول متعددة، ولكن تديرها إحدى الدول. مثل احتفاظ الولايات المتحدة بالقاعدة البحرية في خليج غوانتانامو ولكنها أرض كوبية ومؤجرة إلى أجل غير مسمى من قبل الولايات المتحدة.
- المنطقة منزوعة السلاح الكورية تتضمن عدة جزر صغيرة

## وصلات خارجية
- Islands Divided by International Borders